# بوب كراوز
بوب كراوز (بالإنجليزية: Bob Krause)‏ هو مدير رياضي ‏ أمريكي، ولد في 12 سبتمبر 1945 في شيكاغو في الولايات المتحدة، وتوفي في 16 ديسمبر 2015 في مانهاتن في الولايات المتحدة.